# Ensemble La Fenice
L'Ensemble La Fenice è un gruppo di musica barocca, specializzato nel repertorio italiano del XVII secolo.
La fenice nella mitologia è il favoloso uccello che rinasce dalle proprie ceneri. È stato scelto come nome del gruppo in quanto simboleggia il senso stesso della musica che si rinnova a ogni esecuzione, ma anche per il titolo omonimo di una composizione per cornetto e basso continuo di Giovanni Martino Cesare.

## Storia
L'ensemble è stato fondato nel 1990 da Jean Tubéry, grande virtuoso del cornetto, lo strumento melodico più usato ed apprezzato nel periodo di Claudio Monteverdi.
La prima formazione comprendeva, accanto al fondatore e direttore Tubéry, il cornettista William Dongois e il cembalista ed organista Jean-Marc Aymes. Nel 1992, il cornetto di Dongois viene sostituito dal violino di Enrico Parizzi ed entra  a far parte del gruppo Christina Pluhar al liuto ed alla tiorba. Il gruppo vince due premi internazionali: a Bruges nel 1990 ed a Malmö nel  1992.
Con questa formazione di base, arricchita di volta in volta da altri strumentisti e dalle voci di Maria Cristina Kiehr, John Elwes ed altri cantanti, viene registrata la collana The Heritage of Monteverdi composta da 7 cd che riscuotono ottimo successo di critica, ottenendo i Diapason d'Or, Choc du Monde de la Musique, 10 di Rèpértoire. Questa serie proietta l'Ensemble La Fenice nei maggiori festival europei di musica antica. Insieme alle produzioni discografiche del Concerto Palatino e dei Sacqueboutiers de Toulouse contribuisce a suscitare un grande interesse per il pubblico francese per la musica italiana del primo barocco.
Al termine di questa fase, lasciano il gruppo Enrico Parizzi e Cristina Pluhar, che fonda il suo ensemble, L'Arpeggiata. L'attività del gruppo si apre ad altri repertori: indietro verso il Rinascimento ed avanti fino a Johann Sebastian Bach. In particolare, inizia una serie di registrazioni di musica francese, dedicate a Marc-Antoine Charpentier, Pierre Tabart e Pierre Menault. L'attività del gruppo si rivolge sempre più verso grandi produzioni, che richiedono un organico ampio, come L'Orfeo ed il Vespro della Beata Vergine di Claudio Monteverdi, l'Ode per il compleanno della regina Mary e il King Arthur di Henry Purcell, le Sacrae Symphoniae di Giovanni Gabrieli, talvolta in collaborazione con il Coro da Camera di Namur o l'Ensemble Vocale Arsys-Bourgogne.
L'ensemble è in residenza presso la città di Auxerre, in Borgogna, dove avvia progetti di promozione della musica antica sul territorio.
Nel 2010, in occasione dei festeggiamenti del ventennale del gruppo, è stato fondato un gruppo vocale, sempre diretto da Jean Tubéry: i "Favoriti della Fenice".

## Discografia
- 1995 - Motetti, madrigali e canzoni francesi diminuiti, con il Coro da Camera di Namur (Ricercar)
- 1995 - Michael Praetorius, Terpsichore Musarum (1612), con il Ricercar Consort e la Bande des luths (Ricercar)
- 1996 - Maurizio Cazzati, Sonates, antiennes et requiem, con Maria Cristina Kiehr e l'Ensemble Clément Janequin, (Adda/Accord) - Riedizione
- 1996 - Giovanni Gabrieli, In Festo Sanctissimae Trinitatis, con il Ricercar Consort (Ricercar)
- 2000 - Marc-Antoine Charpentier, Messe en la mémoire d'un Prince, con il Coro da Camera di Namur (Virgin Classics)
- 2001 - Pierre Menault, Vêpres pour le Père La Chaize, con il Coro Arsys-Bourgogne (K617)
- 2001 - Johann Sebastian Bach, Ex libris. The Musical Library of J. S. Bach, con Salomé Haller, soprano; Hans Jörg Mammel, tenore (Opus 111/Naïve)
- 2002 - Giovanni Battista Bassani, La Morte Delusa (oratorio), con Emanuela Galli, soprano; Daniela del Monaco, contralto; Philippe Jaroussky, controtenore; François Piolino, tenore; Jean-Claude Sarragosse, basso (Opus 111/Naïve)
- 2002 - Vespro a voce sola, con Carlos Mena, controtenore (Naïve/Festival d'Ambronay)
- 2002 - Pierre Tabart: Opere sacre per coro, con l'Ensemble Jacques Moderne (Virgin Classics "Musique à Versailles")
- 2003 - Matheo Romero, Office pour l'Ordre de la Toison d'Or, con il Coro da Camera di Namur (Ricercar)
- 2004 - Un Concert pour Mazarin, con Philippe Jaroussky, controtenore (Virgin Classics)
- 2004 - Il Canzoniere. La poesia di Francesco Petrarca nel Seicento, con Maria Cristina Kiher e Stephan Van Dick (Ricercar)
- 2006 - Giacomo Carissimi, Vanitas Vanitatum, con il Coro da Camera di Namur (Cyprés)
- 2007 - Dietrich Buxtehude, O Fröhliche Stunden, con Hans Jörg Mammel, tenore (Alpha)
- 2007 - Marc-Antoine Charpentier, Te deum. Messe pour les Instruments, con il Coro da Camera di Namur e l'orchestra Les Agrémens (Ricercar)
- 2007 - Un camino de Santiago, con Arianna Savall (Ricercar)
- 2011 - Jauchzet dem Herren. Psaumes de David au XVIIe siècle en Allemagne, con Hans-Jörg Mammel (Alpha)
- The Heritage of Monteverdi, collana di 7 CD Ricercar:
  - Dialoghi Venetiani, 2007 (riedizione)
  - Per la Settimana Santa, con Maria Cristina Kiehr, John Elwes, Ulrich Messthaler, 1996
  - Biagio Marini, Moderne e Curiose Inventioni, musiche di , 1996
  - Dario Castello, In Stil Moderno 1996
  - Per il santissimo Natale, 2007 (riedizione)
  - Il Canzoniere - La Poesia de Petrarca nei seicento, con Maria Cristina Kiehr e Stephan Van Dyck, 2004 (riedizione)
  - Concerto Imperiale - Oeuvres pour les empereurs Ferdinand II et III, 2005 (riedizione)